# Юліе Еге
Юліе Еге (норв. Julie Ege; нар. 12 листопада 1943, Саннес, Норвегія — пом. 29 квітня 2008, Осло, Норвегія) — норвезька акторка та модель, претендентка на титули «Міс Норвегія», «Міс Всесвіт».

## Життєпис
Юліе Еге народилася в містечку Саннес, Норвегія. Дівчинка працювала на заводі велосипедів. У 15 років спробувала себе як модель і знімалась у рекламах. Через три роки брала участь у конкурсі «Міс Норвегія» та «Міс Всесвіт». Після нетривалого шлюбу з фермером (за іншими даними офіцером) повернулася в Осло, де навчалася в університеті на факультеті англійської мови та історії. Потім певний час працювала по програмі «Au pair» в Англії, щоб покращити знання мови. Другий чоловік акторки, стоматолог, спонукав її знятися оголеною для журналу «Penthouse», що допомогло отримати роль у фільмі «На секретній службі Її Величності».
Першу провідну роль акторка зіграла в кінокомедії «У кожного дому має бути». Потім вона отримала шанс зіграти з Пітером Селлерсом у черговій комедії, але відмовилась на користь проекту «Створіння забутого світу» кінокомпанії «Hammer». Зйомки проходили в Африці, що виявилось випробуванням для Еге, бо вона нещодавно народила доньку Джоанну. Вона продовжила зніматися в комедійних стрічках та час від часу в фільмах жахів, доки кінокар'єра не зійшла на нівець. Протягом восьми років Англії Еге жила разом з Тоні Брамвелом — колишнім асистентом The Beatles, а згодом успішним музичним промоутером. Вона повернулась у Норвегію, познайомилась з письменником Андреасом Баєм, від якого народила другу доньку Еллу. Еге здійснила свою дитячу мрію й закінчила курси медсестер. Під час підготовки до іспитів вона виявила ознаки раку молочної залози на ранніх стадіях. Згодом у неї діагностували рак яєчника, а також легені. У 1998 році Юліе Еге стала дипломованою медсестрою та працювала в лікарні Осло.
Юліе Еге померла 29 квітня 2008 року, поховальна церемонія пройшла в Осло.

## Фільмографія
| Рік  |   | Українська назва                  | Оригінальна назва                       | Роль                           |
| ---- | - | --------------------------------- | --------------------------------------- | ------------------------------ |
| 1967 | ф | Пограбування                      | Robbery                                 | хостес (в титрах не зазначена) |
| 1967 | ф | Стомпа на морі                    | Stompa til Sjøs!                        |                                |
| 1969 | ф | На секретній службі Її Величності | On Her Majesty's Secret Service         | скандинавська дівчина          |
| 1970 | ф | У кожного дому має бути           | Every Home Should Have One              | Інга Гілтенберг                |
| 1971 | ф | Помпеї                            | Up Pompeii                              | Волюптуа                       |
| 1971 | ф | Створіння забутого світу          | Creatures the World Forgot              | Нала                           |
| 1971 | ф | Смертні гріхи чудової сімки       | The Magnificent Seven Deadly Sins       | Інгрід                         |
| 1972 | ф |                                   | Go for a Take                           | Ейпріл                         |
| 1972 | ф |                                   | Rentadick                               | Утта                           |
| 1973 | ф | Не зараз, любий                   | Not Now Darling                         | Джейні Мак-Майкл               |
| 1973 | ф | Канарка                           | Kanarifuglen                            | Карі                           |
| 1973 | ф | Кінцева програма                  | The Final Programme                     | міс Деззл                      |
| 1974 | ф | Безумство                         | Craze                                   | Гелена                         |
| 1974 | ф | Легенда про сім Золотих Вампірів  | The Legend of the 7 Golden Vampires     | Ванесса                        |
| 1974 | ф | Прогрес Персі                     | Percy's Progress                        | міс Генсон                     |
| 1974 | ф | Творець виродків                  | The Mutations                           | Геді                           |
| 1974 | ф | Тривала затримка                  | Bortreist på ubestemt tid               | Крістіна                       |
| 1975 | ф | Закоханий молочник                | The Amorous Milkman                     | Даяна                          |
| 1975 | ф | Дурна доля Шерлока Джонса         | De dwaze lotgevallen van Sherlock Jones | секретарка                     |
| 1976 | с | Небезпечна професія               | Farlig yrke                             | Венке Берг                     |
| 1988 | ф | Захоплюючі дні для Крістіни Берг  | Fengslende dager for Christina Berg     | дружина Крага                  |
| 1998 | с |                                   | Blodsbånd                               |                                |